# Robert Devreesse
Robert Georges Joseph Devreesse est un prêtre catholique, historien et bibliothécaire français né le 20 mai 1894 à Cisai-Saint-Aubin (Orne) et mort le 16 août 1978 à Orville (Orne).

## Biographie
Religieux et docteur ès lettres, Robert Devreesse s'intéresse aux manuscrits grecs et à l'histoire de l'Église. Chapelain de l'église Saint-Louis-des-Français à Rome en 1922, il prend rapidement un poste à la bibliothèque vaticane (1926), en tant que Scriptor grec.
Sous l'Occupation, le nouvel administrateur de la Bibliothèque nationale, Bernard Faÿ, lui propose le poste de conservateur en chef du département des Manuscrits (1942). Il est démis de ses fonctions le 24 août 1944, la veille de la libération de Paris, pour nomination irrégulière.
Il parvient cependant à retrouver un poste à la Vaticane en tant que vice-préfet (1946-1950).

## Publications
- Le Commentaire de Théodore de Mopsueste sur les psaumes I-LXXX, 1939.
- Introduction à l'étude des manuscrits grecs, 1954.
- Le Patriarcat d'Antioche; Depuis la paix de l'Église jusqu'à la conquête arabe, 1945.
- Le Fonds Coislin, Catalogue des manuscrits grecs II, Paris 1945.
- Essai sur Théodore de Mopsueste (Studi e Testi 141), 1948.
- Les manuscrits grecs de l'Italie méridionale, histoire, classement, paléographie, 1955.
- Les anciens commentateurs grecs de l'Octateuque et des Rois : Fragments tirés des Chaînes, 1959.
- Les évangiles et l'Evangile, 1966.
- Les anciens commentateurs grecs des psaumes, 1970.